# Готфрид V (Цигенхайн)
Готфрид V фон Цигенхайн (на немски: Gottfried V von Ziegenhain; † 1272) от графската фамилия Цигенхайн е от 1258 г. до смъртта си граф на Цигенхайн.
Той е син на граф Бертхолд I фон Цигенхайн и Нида († 1258) и съпругата му Айлика (Eilike) фон Текленбург († 1286), дъщеря на граф Ото I фон Текленбург. Племенник е на Буркхарт († 1247), архиепископът на Залцбург. Зигфрид III фон Епщайн, архиепископът на Майнц, е негов кръстник. Сестра му Гертруд († 1279) се омъжва за Конрад II фон Ербах († 1279).
По време на управлението му той има конфликти с братовчед му Лудвиг II († 1289). Това води до формална подялба на двете графства през 1258 г. Лудвиг получава графство Нида.

## Фамилия
Готфрид V се жени пр. 26 март 1262 г. за Хедвиг фон Кастел († сл. 1291), дъщеря на граф Фридрих I фон Кастел. Те имат децата:
- Хедвиг († пр. 1276)
- Готфрид VI (1262 – 1304), женен пр. 25 юни 1282 г. за Мехтхилд (Матилда) фон Хесен (1267 – 1332)
- Юта († сл. 1283)
- Берта († сл. 1283), омъжена пр. 1 април 1278 г. за Конрад фон Хоенлое-Браунек-Тек († 1290)